# Serge-Philippe Raux-Yao
Serge-Philippe Raux-Yao (* 20. května 1999) je francouzský profesionální fotbalista, který hraje na pozici obránce za rakouský klub SK Rapid Vídeň.

## Kariéra
Raux-Yao je mládežnickým produktem Cergy Pontoise a Entente SSG, než se v roce 2017 připojil k AJ Auxerre. Dne 6. května 2020 podepsal Raux-Yao smlouvu s Cercle Bruggy. Raux-Yao debutoval za klub 31. října 2020 jako pozdní náhradník při prohře 0:3 v Jupiler Pro League s Charleroi.
Dne 31. ledna 2022 se Raux-Yao vrátil do Francie a podepsal smlouvu s klubem Ligue 2 Rodez AF.

## Osobní život
Raux-Yao se narodil ve Francii a je původem z Pobřeží slonoviny.

## Statistiky

### Klubové
Platí k zápasu hranému 19. prosince 2024.
| Klub              | Sezóna            | Liga                | Liga   | Liga | Národní pohár | Národní pohár | Kontinentální | Kontinentální | Ostatní | Ostatní | Celkově | Celkově |
| Klub              | Sezóna            | Soutěž              | Zápasy | Góly | Zápasy        | Góly          | Zápasy        | Góly          | Zápasy  | Góly    | Zápasy  | Góly    |
| ----------------- | ----------------- | ------------------- | ------ | ---- | ------------- | ------------- | ------------- | ------------- | ------- | ------- | ------- | ------- |
| Auxerre           | 2019/20           | Ligue 2             | 0      | 0    | 1             | 0             | —             | —             | —       | —       | 1       | 0       |
| Cercle Bruggy     | 2020/21           | Jupiler Pro League  | 2      | 0    | 0             | 0             | —             | —             | —       | —       | 2       | 0       |
| Cercle Bruggy     | 2021/22           | Jupiler Pro League  | 1      | 0    | 0             | 0             | —             | —             | —       | —       | 1       | 0       |
| Cercle Bruggy     | Celkově           | Celkově             | 3      | 0    | 0             | 0             | —             | —             | —       | —       | 3       | 0       |
| Rodez             | 2021/22           | Ligue 2             | 14     | 0    | —             | —             | —             | —             | —       | —       | 14      | 0       |
| Rodez             | 2022/23           | Ligue 2             | 31     | 1    | 5             | 0             | —             | —             | —       | —       | 36      | 1       |
| Rodez             | 2023/24           | Ligue 2             | 39     | 0    | 2             | 0             | —             | —             | —       | —       | 41      | 0       |
| Rodez             | Celkově           | Celkově             | 84     | 1    | 7             | 0             | —             | —             | —       | —       | 91      | 1       |
| Rapid Vídeň       | 2024/25           | Rakouská Bundesliga | 16     | 1    | 2             | 0             | 12            | 1             | —       | —       | 30      | 2       |
| Celkově v kariéře | Celkově v kariéře | Celkově v kariéře   | 103    | 2    | 10            | 0             | 12            | 1             | 0       | 0       | 125     | 3       |